# Stepantsminda
Stepantsminda (georgià: სტეფანწმინდა) antigament Kazbegui (ყაზბეგი), és un poble del nord-est de Geòrgia, a la regió de Mtskheta-Mtianeti. Històricament i etnogràfica, forma part de Khèvia. És la capital del Municipi de Kazbegui.

## Etimologia
Stepantsminda significa «Sant Esteve». El nom prové d'un monjo de l'Església Ortodoxa de Geòrgia que va construir-hi una ermita, en una ubicació del que posteriorment esdevindria la Carretera Militar Georgiana.

## Geografia

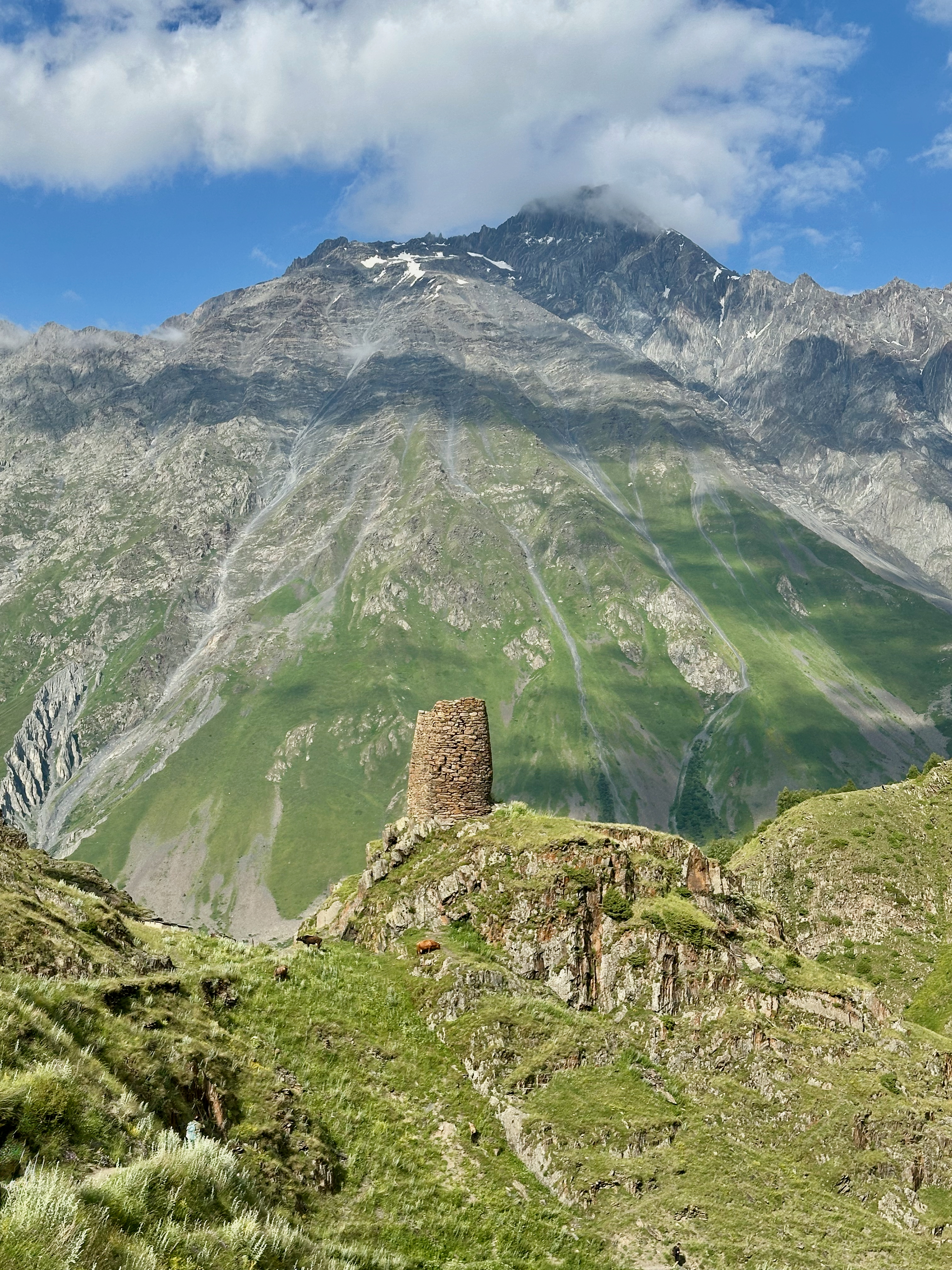
Torre de Guergueti, al camí de l'Església de Guergueti

La ciutat està situada a la riba del Tèrek, 157 km al nord de Tbilisi i a una altitud de 1.740 msnm. La ciutat està envoltada per grans muntanyes, la més important de les quals és el Kazbek (5.034 msnm) situada a l'oest de la població, just a la frontera amb Rússia. El segon cim més prominent és el Xani (4.451 msnm) situat 9 km a l'est de Stepantsminda. En direcció nord, a 10 km del poble s'hi troba el famós Congost de Darial, que és el més important pas del Caucas i la via de comunicació amb Rússia, a través de la Carretera Militar Georgiana.

## Clima
El clima és moderadament humit amb hiverns freds i relativament hiverns secs i estius llargs i frescos.
| Dades climàtiques a Stepantsminda  | Dades climàtiques a Stepantsminda | Dades climàtiques a Stepantsminda | Dades climàtiques a Stepantsminda | Dades climàtiques a Stepantsminda | Dades climàtiques a Stepantsminda | Dades climàtiques a Stepantsminda | Dades climàtiques a Stepantsminda | Dades climàtiques a Stepantsminda | Dades climàtiques a Stepantsminda | Dades climàtiques a Stepantsminda | Dades climàtiques a Stepantsminda | Dades climàtiques a Stepantsminda | Dades climàtiques a Stepantsminda |
| Mes                                | gen                               | febr                              | març                              | abr                               | maig                              | juny                              | jul                               | ag                                | set                               | oct                               | nov                               | des                               | anual                             |
| ---------------------------------- | --------------------------------- | --------------------------------- | --------------------------------- | --------------------------------- | --------------------------------- | --------------------------------- | --------------------------------- | --------------------------------- | --------------------------------- | --------------------------------- | --------------------------------- | --------------------------------- | --------------------------------- |
| Màxima mitjana °C (°F)             | −1.9 (28.6)                       | −1.5 (29.3)                       | 2.7 (36.9)                        | 8.8 (47.8)                        | 14.2 (57.6)                       | 17.5 (63.5)                       | 20.2 (68.4)                       | 20.2 (68.4)                       | 16.4 (61.5)                       | 11.4 (52.5)                       | 4.4 (39.9)                        | 0 (32)                            | 9.37 (48.87)                      |
| Mitjana diària °C (°F)             | −6.5 (20.3)                       | −6.1 (21)                         | −2 (28)                           | 3 (37)                            | 8.3 (46.9)                        | 11.3 (52.3)                       | 13.9 (57)                         | 13.9 (57)                         | 9.9 (49.8)                        | 5.7 (42.3)                        | 0 (32)                            | −4.3 (24.3)                       | 3.93 (38.99)                      |
| Mínima mitjana °C (°F)             | −11.1 (12)                        | −10.7 (12.7)                      | −6.6 (20.1)                       | −2.7 (27.1)                       | 2.5 (36.5)                        | 5.2 (41.4)                        | 7.7 (45.9)                        | 7.7 (45.9)                        | 3.5 (38.3)                        | 0 (32)                            | −4.3 (24.3)                       | −8.5 (16.7)                       | −1.44 (29.41)                     |
| Precipitació mitjana mm (polzades) | 34 (1.34)                         | 38 (1.5)                          | 66 (2.6)                          | 103 (4.06)                        | 145 (5.71)                        | 132 (5.2)                         | 126 (4.96)                        | 149 (5.87)                        | 82 (3.23)                         | 69 (2.72)                         | 62 (2.44)                         | 37 (1.46)                         | 1.043 (41,09)                     |
| Font: Climate-Data.org             |                                   |                                   |                                   |                                   |                                   |                                   |                                   |                                   |                                   |                                   |                                   |                                   |                                   |

## Turisme
Stepantsminda és conegut per la seva ubicació a les muntanyes del Gran Caucas, i és un centre per a practicar-hi l'alpinisme i el turisme de natura. En aquest aspecte hi destaca el mateix Mont Kazbek i els prats alpins i boscos de la Reserva Natural de Kazbegui.
Les principals atraccions culturals són el Museu de Kazbegui i el Museu Etnogràfic a l'interior del poble, i l'Església de la Trinitat de Guergueti a l'exterior.

## Frontera amb Rússia

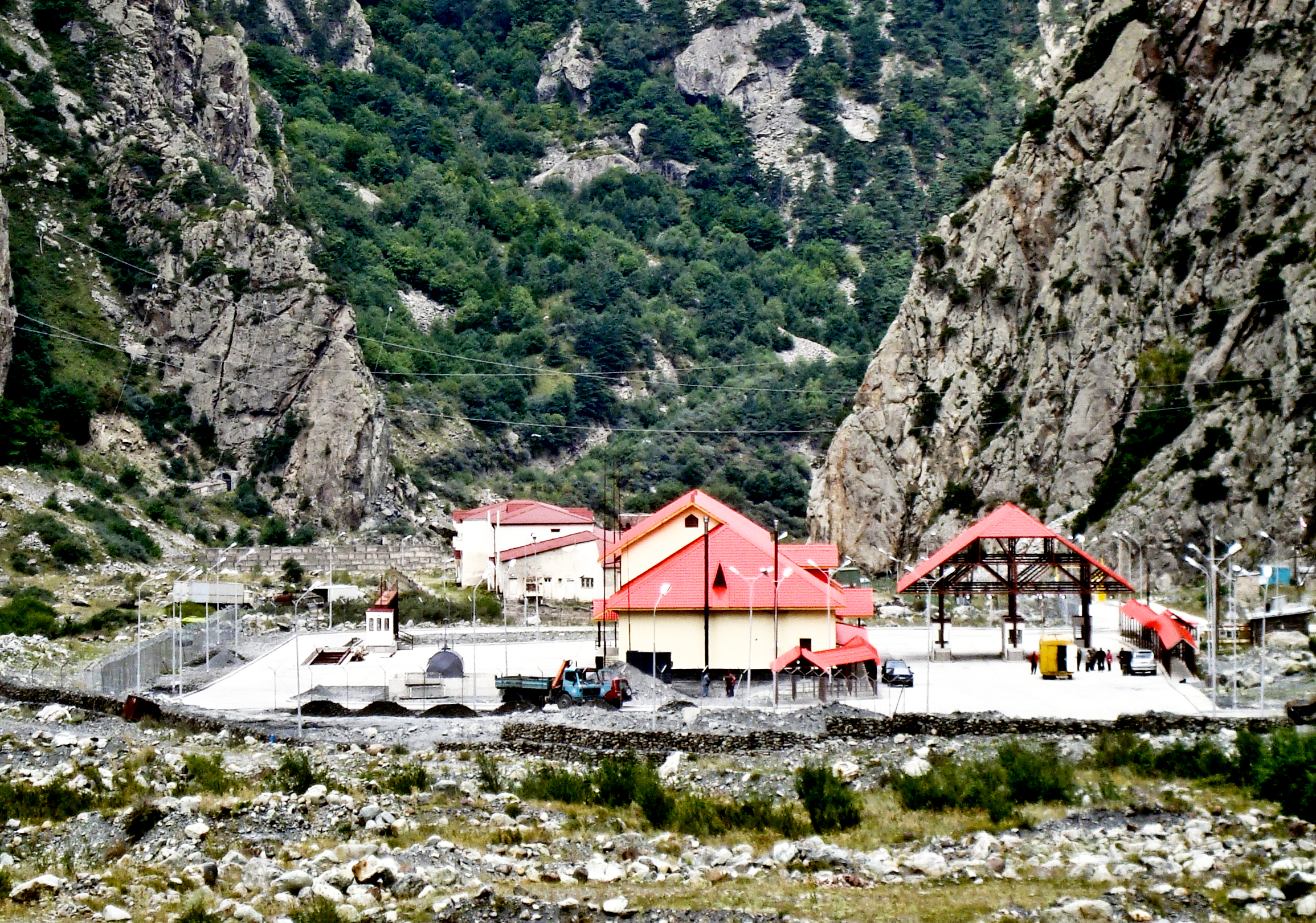
Part georgiana de la frontera

Uns 12 quilòmetres al nord s'hi troba el punt fronterer "Larsi" cap a la Federació Russa. La frontera es va obrir l'1 de març de 2010. És oberta 24 hores. La duana és multilateral, per a tots els ciutadans del món. El pas fronterer és en un túnel de muntanya i, per tant, no és possible travessar la frontera a peu.

## Persones il·lustres

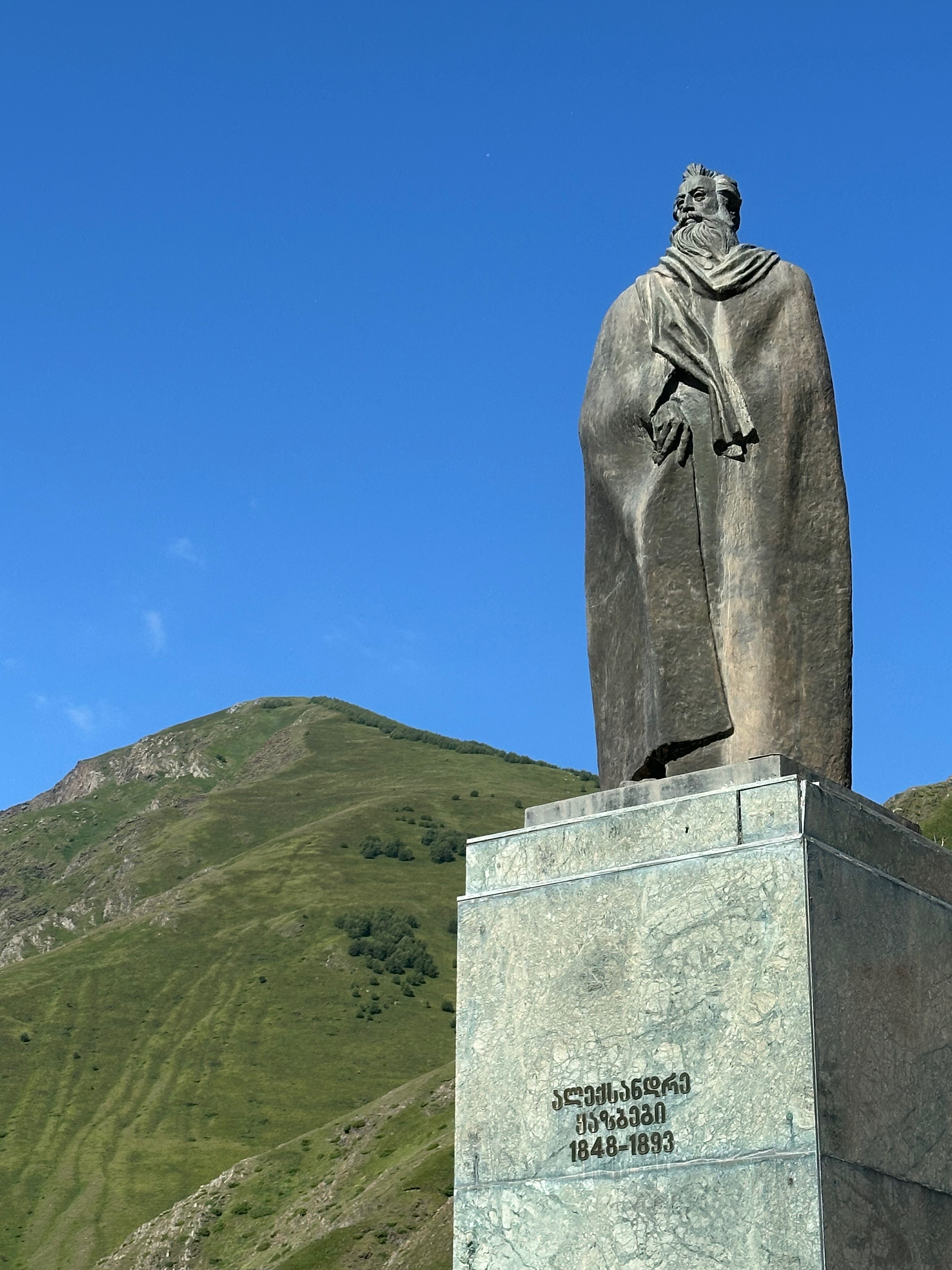
Estàtua d'Alexander Qazbeghi a Stepantsminda

- Alexander Qazbeghi, escriptor